# League of American Bicyclists
Die League of American Bicyclists (LAB), offiziell die League of American Wheelmen, ist eine gemeinnützige Organisation, die das Radfahren als Freizeitbeschäftigung, zur Fitness und als Transportmittel durch Lobbyarbeit und Bildung fördert.

## Hintergrund
Die League of American Wheelmen wurde am 30. Mai 1880 von Kirk Munroe und E. Charles Pratt in Newport, Rhode Island, gegründet. Sie entwickelte sich rasch zur führenden nationalen Organisation für Radfahrer in den Vereinigten Staaten. Die Liga war im späten 19. Jahrhundert auch der Dachverband für Amateur-Radrennen in den USA. Im späten 20. Jahrhundert wurde die Liga wegen ihres Namens kritisiert, da er sich ausschließlich auf Männer bezog. Als Reaktion darauf begann die Liga 1994 als League of American Bicyclists zu arbeiten. Heute ist die LAB vor allem als Interessenvertretung auf Bundesebene aktiv und hat ihren Sitz in Washington, D.C. Der jährlich stattfindende National Bike Summit dient vor allem der Vernetzung von Experten mit Regierungsvertretern zur Förderung des Radverkehrs. Daneben unterhält sie ein Bildungs- und Förderprogramme für Kinder, Jugendliche und Erwachsene namens Smart Cycling. Auf Bundesebene vergibt sie die Auszeichnungen Bicycle Friendly Community und Bicycle Friendly University mit der fahrradfreundliche Kommunen und Universitäten ausgezeichnet werden. Die Auszeichnung hat vier Stufen, Platin, Gold, Silber und Bronze. Die prominenteste Stadt und gleichzeitig fahrradfreundlichste Stadt der USA ist Boulder (Colorado).